# Hipolipemiante
Se entiende por hipolipemiante a cualquier sustancia farmacológicamente activa que tenga la propiedad de disminuir los niveles de lípidos en sangre. En el sistema de clasificación anatómica, terapéutica y química, forman un grupo homogéneo denominado C10.
La importancia de estas sustancias viene dada porque el exceso de algunos tipos de lípidos (colesterol o triglicéridos) o de las lipoproteínas es uno de los principales factores de riesgo para la enfermedad cardiovascular, principal causa de muerte en los países desarrollados:

## Metabolismo de los lípidos
Por ser el de mayor importancia nos centraremos fundamentalmente en la regulación de los niveles de colesterol en la sangre.

### Regulación del colesterol

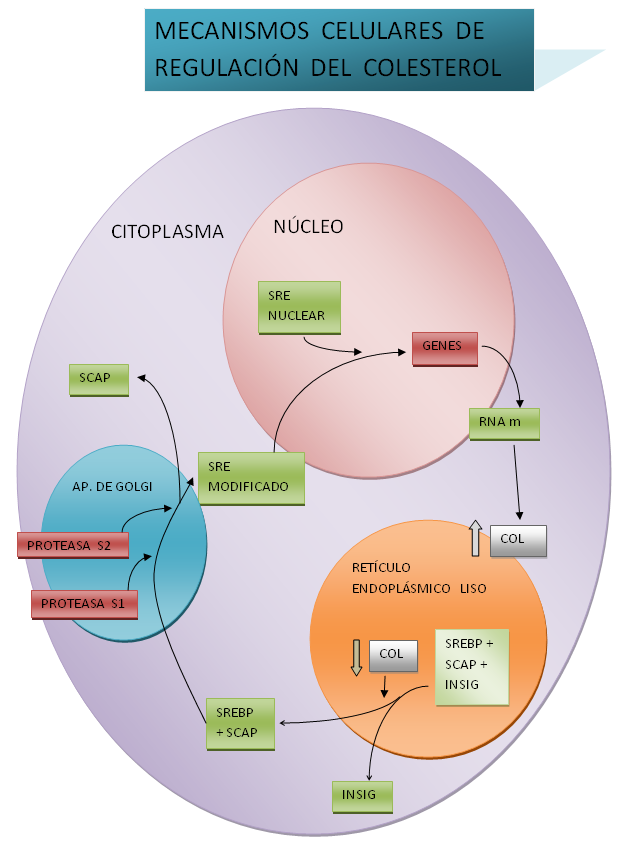

La producción de colesterol es regulada directamente por la concentración del colesterol presente en el retículo endoplásmico de las células, habiendo una relación indirecta con los niveles plasmáticos de colesterol presente en las lipoproteínas de baja densidad (Light Density Lipoprotein; LDL en su acrónimo inglés). Una alta ingesta de colesterol en los alimentos conduce a una disminución de la producción endógena, mientras que una ingesta baja conduce al aumento de la producción endógena.
En presencia de una concentración crítica de colesterol en la membrana del retículo endoplásmico, las SREBPs establecen complejos con otras dos importantes proteínas reguladoras: SCAP (SREBP-cleavage activating protein: proteína activadora a través del clivaje de SREBP) e Insig (insulin induced gene) 1 y 2.
Cuando disminuye la concentración del colesterol en el retículo endoplásmico, las Insigs se disocian del complejo SREBP-SCAP, permitiendo que el complejo migre al aparato de Golgi, donde SREBP es escindido secuencialmente por S1P y S2P (site 1 and 2 proteases: proteasas del sitio 1 y 2 respectivamente). El SREBP escindido migra al núcleo celular donde actúa como factor de transcripción uniéndose al SRE (Sterol Regulatory Element: elemento regulador de esteroles) de una serie de genes relevantes en la homeostasis celular y corporal de esteroles, regulando su transcripción.
Entre los genes regulados por el sistema Insig-SCAP-SREBP destacan los del receptor de lipoproteínas de baja densidad (LDLR) y la hidroxi-metil-glutaril CoA-reductasa (HMG-CoA-reductasa), la enzima limitante en la vía biosintética del colesterol.
El diagrama adjunto expresa gráficamente los conceptos anteriores.
Tras dilucidar los mecanismos celulares de captación endocítica de colesterol lipoproteico, trabajo por el cual fueron galardonados con el Premio Nobel en Fisiología o Medicina en el año 1985, Michael S. Brown y Joseph L. Goldstein han participado directamente en el descubrimiento y caracterización de la vía de los SREBPs de regulación del colesterol corporal. Estos avances han sido la base del mejor entendimiento de la fisiopatología de diversas enfermedades humanas, fundamentalmente la enfermedad vascular aterosclerótica, principal causa de muerte en el mundo occidental a través del infarto agudo al miocardio y los accidentes cerebrovasculares y el fundamento de la farmacología de las drogas hipocolesteromiantes más potentes: las estatinas.

## Clasificación
Dentro del grupo C10 nos podemos encontrar varios subgrupos:

### Inhibidores de la HMG CoA reductasa
Conocidas genéricamente como estatinas, son un grupo de sustancias semisintéticas y sintéticas, derivadas de los metabolitos de algunas especies de hongos (Penicillium citrinum, Aspergillus terreus). Su actividad la ejercen inhibiendo de forma competitiva, parcial y reversible, la 3-hidroxi-3-metilglutaril-coenzima A (HMG-CoA) reductasa, enzima implicada en la biosíntesis de colesterol.
Mecanismo de acción

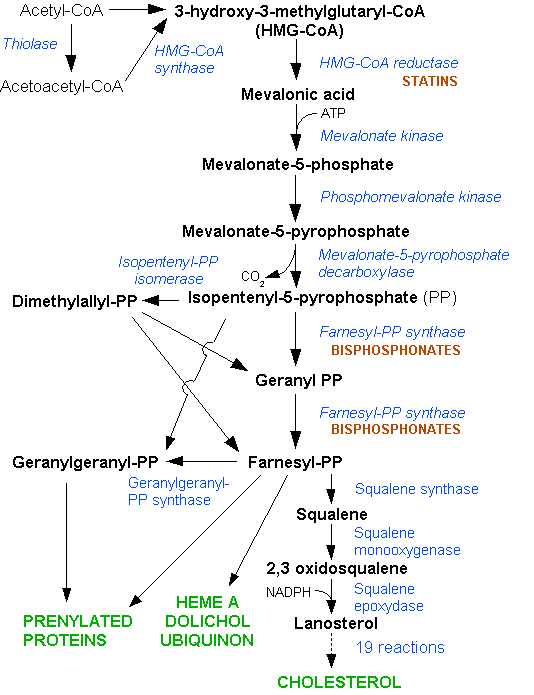
Vía de la HMG CoA reductasa.

Las estatinas son inhibidoras de la 3-hidroxi-3-metilglutaril-coenzima A (HMG-CoA) reductasa. Esta enzima cataliza la conversión de la HMG-CoA a mevalonato, que es un metabolito clave en la biosíntesis de colesterol. Su bloqueo se produce debido al gran parecido estructural que exhiben estos fármacos con el HMG-CoA. La afinidad de las estatinas por la enzima de 1.000 a 10.000 veces la del sustrato natural. En el esquema adjunto puede observarse el nivel de bloqueo de las estatinas así como de otras sustancias en la biosíntesis del colesterol.
La reacción concreta sería:

En la que una molécula de HMG-CoA se reduce mediante la actuación de la HMG-CoA reductasa y la coenzima NADPH dando como resultado Mevalonato y CoA.
El bloqueo de la síntesis hepática del colesterol produce una activación de las proteínas reguladoras SREBP, que activan la transcripción de proteínas y, por tanto, producen una mayor expresión del gen del receptor de LDL y un aumento en la cantidad de receptores funcionales en el hepatocito.
Por otra parte, se ha demostrado que las estatinas también producen la inhibición del antígeno 1 asociado con la función de los linfocitos (LFA-1:lymphocyte function-associated antigen-1). La LFA-1 es una glucoproteína de la familia de las integrinas expresada por la superficie de los leucocitos. Cuando la LFA-1 es activada por determinados receptores, se une a la molécula de adhesión intracelular-1 (ICAM-1 o CD 54) y estimula la extravasación de los leucocitos y la activación de los linfocitos T. Esto significa que la LFA-1 es un agente proinflamatorio y que su inhibición es beneficiosa en procesos como la artritis reumatoidea y el rechazo de homoinjertos. Se demostró que las estatinas y, en especial, la lovastatina, se unen a un sitio del dominio de LFA-1, actualmente designado sitio de lovastatina. Este es el mecanismo molecular mediante el cual la lovastatina, la simvastatina y, en menor grado otras estatinas, inhiben la LFA-1. Se trataría de uno de los mecanismos antiinflamatorios y, por ende, antiaterogénicos que poseen las estatinas.
El siguiente diagrama explica gráficamente los mecanismos por los cuales las estatinas ejercen sus efectos benéficos sobre los niveles de colesterol y las patologías asociadas.

### Fibratos
Los fibratos son sustancias químicas derivadas del ácido fíbrico (ácido clorofenoxiisobutírico). Actúan estimulando los receptores nucleares denominados “receptores activados de proliferación de los peroxisomas” (PPAR). Por sus acciones en el organismo, se utilizan para el tratamiento de la hipertrigliceridemia, aunque la mayoría de los derivados del ácido fíbrico presentan efectos antitrombóticos potenciales, incluyendo la inhibición de la coagulación y aumento de la fibrinólisis.
Clasificación
| Código ATC. | Fármaco.             |
| C10AB01     | Clofibrato.          |
| C10AB02     | Bezafibrato.         |
| C10AB03     | Aluminio clofibrato. |
| C10AB04     | Gemfibrozil.         |
| C10AB05     | Fenofibrato.         |
| C10AB06     | Simfibrato.          |
| C10AB07     | Ronifibrato.         |
| C10AB08     | Ciprofibrato.        |
| C10AB09     | Etofibrato.          |
| C10AB10     | Clofibride.          |

Mecanismo de acción
Los PPAR son receptores nucleares que unen ligandos naturales o sintéticos, forman heterodímeros con otro receptor nuclear y de esta forma regulan, es decir, aumentan o inhiben, la expresión de ciertos genes. Existen PPAR alfa, beta y gamma y los fibratos se unen específicamente a los alfa.
La estimulación de los PPAR-alfa:

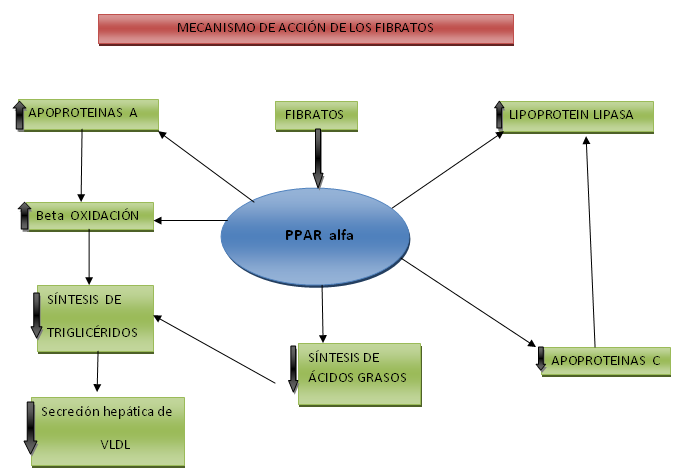

- Lleva a un aumento de la producción de la LPL o lipasa lipoprotéica, caso del Clofibrato.
- Inhibe la expresión de la apolipoproteína C3 (APOC3), que a su vez inhibe la lipasa lipoprotéica responsable de la hidrólisis intravascular de los triglicéridos (TG). Los PPAR-alfa, por tanto, aumentan la actividad de la lipasa lipoprotéica, lo cual significa la disminución de triglicéridos en la sangre.
- Los fibratos más modernos como el bezafibrato y el gemfibrozil reducen en general las lipoproteínas de baja densidad (LDL), al estimular no sólo la lipoproteínlipasa, sino que también lo hace con la lipasa hepática.[5]
- El bezafibrato reduce los triglicéridos plasmáticos por disminuir la expresión de los genes relacionados con la beta oxidación de los ácidos grasos y por disminuir la expresión de los genes vinculados con la síntesis de apolipoproteína A-1 y A-2. Estos dos hechos están relacionados con el efecto protector cardiovascular de los fibratos.[6] ,[7]
- Aumento de la síntesis de APO A1 y de la APO A2, en consecuencia, del colesterol ligado a las lipoproteínas de alta densidad (HDL).[8]
- Efectos extralipídicos: los fibratos reducen la expresión de la endotelina 1, que es un potente vasoconstrictor, lo que determina una mejoría de la función endotelial.[9] También por este mecanismo, los fibratos reducen la expresión de citoquinas, especialmente de la interleuquina 1(IL-1) y la interleuquina 6 (IL-6), de modo que también se podría atribuir a estos fármacos un efecto antiinflamatorio. Se sabe, además, que, mediante PPAR alfa, algunos fibratos pueden reducir la expresión del fibrinógeno; de esta manera podrían ejercer un efecto antitrombótico.[10],[11]

Algunos fibratos como el clofibrato, ya prácticamente en desuso, aumentan la excreción de colesterol por la bilis, lo cual puede favorecer la litogénesis.
La representación esquemática del mecanismo de acción de los fibratos puede verse en el diagrama adjunto.

### Secuestradores de ácidos biliares
- Colestiramina.
- Colestipol.
- Colextran.
- Colesevelam.

### Ácido nicotínico y derivados
- Niceritrol.
- Niacina (Ácido Nicotínico).
- Nicofuranosa.
- Nicotinato de aluminio.
- Alcohol nicotínico (piridilcarbinol).
- Acipimox.

### Otros hipolipemiantes
- Dextrotiroxina
- Probucol
- Tiadenol
- Benfluorex
- Meglutol.
- Omega-3-triglicéridos
- Piridoxal, 5-fosfoglutamato de magnesio
- Policosanol
- Ezetimiba
- MER 29

## Investigación en hipolipemiantes
La importancia sanitaria de estas sustancias y el amplio mercado que poseen, hace de la investigación en nuevos hipolipemiantes una de las áreas de I+D más importantes de la industria farmacéutica.
Las nuevas moléculas en diferentes fases de investigación que se están estudiando son:
1.-Inhibidores de la síntesis de colesterol.
1.1.-Inhibidores de la HMG-CoA reductasa:
| Inhibidores de la HMG-CoA reductasa en investigación |                                           |
| Sustancia.                                           | Investigador.                             |
| - SR 12813 - BAY X 2678 - BAY 102987 - Crilvastatina | - Pan Medica - Bayer - Bayer - Pan Medica |

1.2.- Inhibidores de escualeno sintetasa y escualeno ciclasa.
2.-Inhibir la absorción de colesterol a nivel intestinal:,
2.1.-Reducir la proteína microsomal transportadora de triglicéridos (MTP) y del ensamblaje de las VLDL:
La proteína microsomal de transporte de triglicéridos (MTP), transfiere los triglicéridos hacia los quilomicrones y las VLDL nacientes. Como resultado de su inhibición, disminuyen los niveles plasmáticos de triglicéridos y la producción de LDL a partir de las VLDL. Sustancias de este grupo que se encuentran en investigación son:
- BMS-201030
- BMS-201038
- BMS-200150
- BMS-212122
- BAY-139952
- CP-467688
- CP-319340
- R-103757
- GW-328713

2.2.-Inhibidores del ACAT:
Los inhibidores del acil-CoA-colesterol-O-aciltransferasa (ACAT), enzima localizada en el retículo endoplásmico rugoso y que cataliza la reesterificación del colesterol y ácidos grasos de cadena larga en ésteres de coleserol, no son, en un sentido estricto, una nueva clase de reductores del colesterol. La ACAT-1, es una isoforma que se encuentra en diversos tejidos, incluidos los macrófagos. La ACAT-2 se encuentra en el intestino y en el hígado, donde participa en la formación de los ésteres de colesterol. Hasta hace muy poco se consideraba que estos componentes actuaban inhibiendo la aciltransferasa intestinal reduciendo la absorción del colesterol o inhibiendo la aciltransferasa hepática, reduciendo, de ese modo, la secreción del apoB que contienen las lipoproteínas del hígado. Ahora, se les ha descubierto un nuevo mecanismo de acción. Evidencias de experimentaciones en animales indican que los ACAT inhibidores, como el avasimibe de Pfizer, tienen un efecto antiateromatoso adicional a sus propiedades como agente reductor del colesterol.
| Inhibidores de la ACAT en investigación | |
| Sustancia. | Investigador. |
| - FCE 27677 - SAH 58035 - KY 331 - FR 145237 - KY 455 - NTE 122 - YIC 708424 - FR 186054 - FR 190809 - FR 186485 - F 1394 UCB - HL 004 - RP 64477 - Avasimibe | - Pharmacia Corporation - Novartis - Kyoto Pharmaceuticals - Fijisawa - Kyoto Pharmaceuticals - Nissin Food Products - Yakult Honsha - Fujisawa - Fujisawa - Fujisawa - Japan - Taisho Pharmaceutical - Aventis Pharma - Pfizer |

2.3.-Inhibidores de la lipasa hepática.
2.4.-Inhibidores del transporte de ácidos biliares en el íleon:
- S-8921

3.- Activar la lipoproteín-lipasa
- NO-1886

4.- Aumentar los niveles de HDL,
4.1.-Aumentando la síntesis: Las HDL eliminan el exceso de colesterol de las células, transportándolo hacia el hígado para eliminarlo por bilis. La reducción de los niveles de C-HDL se asocia a un aumento en la morbimortalidad cardiovascular y en los niveles de triglicéridos y partículas LDL pequeñas y densas, resistencia a la insulina, un estado proinflamatorio y protrombótico e hipertensión arterial. Por el contrario, los pacientes con hiperalfalipoproteinemia familiar, que cursa con elevaciones de C-HDL presentan una baja incidencia de cardiopatía isquémica y mayor longevidad. El C-HDL revierte la disfunción endotelial, estimula la producción de prostaciclina (que exhibe propiedades antiagregantes, vasodilatadoras y antimitogénicas) e inhibe la apoptosis de las células endoteliales, la agregación plaquetaria y la oxidación de las LDL. Además, en pacientes con síndromes coronarios agudos, la administración i.v. semanal de Apo A-I Milano recombinante durante cinco semanas reduce el volumen de las placas ateromatosas. Sustancias que actúan en este sentido serían:
- CI-1027
- Administración i.v. de HDL naciente o de Apo1

4.2.-Inhibiendo la CEPT (colesterol ester transfer protein): Una posibilidad para aumentar los niveles de cHDL es inhibir la glicoproteína que transporta los ésteres de colesterol (CETP) desde las HDL a las lipoproteínas ricas en triglicéridos (quilomicrones y VLDL) que contienen apo-B. La disminución de CETP se asocia a un marcado aumento en los niveles plasmáticos de cHDL (> 89 mg/dL), mientras que en pacientes con diabetes tipo 2, el aumento de los niveles de CETP aumenta los eventos cardiovasculares y arteriosclerosis coronaria. La inhibición de la CETP con anticuerpos monoclonales, oligonucleótidos antisentido o fármacos (torcetrapib, JTT-705) aumenta los niveles de cHDL. Novartis, Pharmacia y Japan Tobacco están investigando los beneficios potenciales de aumentar el colesterol HDL como un nuevo acercamiento al tratamiento de las dislipemias, particularmente en individuos con niveles bajos de colesterol HDL. Datos preliminares en humanos han mostrado que el JTT 705 de Japan Tobacco administrado a dosis de 900 mg. al día durante dos semanas, han incrementado entre un 40-45% los niveles de colesterol HDL reduciendo un 15-20% el colesterol LDL.
| Inhibidores CEPT en investigación       |                                                                            |
| Sustancia.                              | Investigador.                                                              |
| - SC 744 - SC 795 - JTT 705 - CGS 25159 | - Pharmacia Corporation - Pharmacia Corporation - Japan Tobacco - Novartis |

5.- Aumentar la expresión de las enzimas implicadas en el transporte reverso de colesterol, lo cual puede conseguirse activando:
5.1.- La lecitina-colesterol acetiltransferasa (LCAT), que esterifica el grupo 3-β-hidroxi del colesterol en las HDL; el déficit familiar de LCAT cursa con hipertrigliceridemia y un déficit de HDL;
5.2.- Los receptores barredores localizados en los macrófagos (SR-AI) o en la membrana celular (SR-β1);
5.3.- La proteína ABC A1, que transloca el colesterol libre desde la cara interna a la externa de la membrana celular, desde donde pasa a las HDL;
5.4.- La lipoproteína lipasa, enzima que hidroliza las lipoproteínas ricas en triglicéridos (VLDL y quilomicrones). La activación de esta enzima con NO-1886 reduce los niveles de triglicéridos, aumenta los de HDL-C y reduce las lesiones arterioscleróticas coronarias.
- Fármacos que modifiquen la expresión de la LCAT, ABC-1, SR-AI, SR-B1 y ABCG1.

6.- Agonistas de los receptores nucleares activados por proliferadores de peroxisomas:
Combinan los efectos hipolipemiantes de los fibratos y de los hipoglucemiantes de la familia de las tiazolidindionas (glitazonas), lo que les convierte en fármacos de interés en pacientes hiperlipidémicos y diabéticos, sean o no hipertensos.
- Fármacos que activen los PPAR α, β o γ